# Alien Love Secrets
Alien Love Secrets mini-album (EP) je Steve Vaia iz 1995.g. Napisan je isključivo za gitaru ali na materijalu se pojavljuje i bas-gitara, bubnjevi i klavijature. Mini-album Alien Love Secrets izlazi usred snimanja albuma Fire Garden iz 1996.g. Steve Vai je želio imati kontinuirani izlazak albuma a za 70 minutni materijal Fire Gardena trebalo mu je dosta vremena pa to popunjava s EP-em Alien Love Secrets. Na EP-u se nalazi 7 pjesama i producira ih Steve Vai.

## Popis pjesama
1. "Bad Horsie" – 5:51
2. "Juice" – 3:44
3. "Die to Live" – 3:53
4. "The Boy from Seattle" – 5:04
5. "Ya-Yo Gakk" – 2:52
6. "Kill the Guy With the Ball/The God Eaters" – 7:02
7. "Tender Surrender" – 5:03